# The Bells (film fra 1918)
The Bells er en amerikansk stumfilm fra 1918 af Ernest C. Warde.

## Medvirkende
- Frank Keenan som Mathias
- Lois Wilson som Annette
- Edward Coxen som Christian
- Carl Stockdale som Gari
- Albert R. Cody som Nickel